# PLECTION
株式会社PLECTION（プレクション、PLECTION Co.,Ltd.）は、東京都品川区に本社を置く、auショップ・楽天モバイルの運営を行う企業。グループで介護、不動産、人材派遣、人材紹介、外国人労働者紹介、教育研修、コンサルティング、ＳＰ（セールスプロモーション）、ＩＴ（ＳＥＳ）、アプリ開発、オフショア開発、催事（ブース）販売、イベント・キャンペーン事業、店舗開発事業、MVNO事業を行っている。

## 沿革
- 2003年1月 個人事業主として創業
- 2005年6月 法人設立
- 2005年7月 コールセンター事業部を設置。
- 2006年1月 和歌山県海南市に100ブースのコールセンターの運営開始
- 2006年2月 移動体事業部、不動産事業部を設置
- 2006年3月 宅地建物取引業免許を取得。不動産賃貸・売買仲介業務を開始
- 2006年4月 アライアンス事業部を設置、渋谷区元代々木町に中古車販売店舗を運営開始。
- 2006年4月 テレマーケティング事業に営業と派遣業を加え、ビジネスソリューション事業に変更
- 2006年7月 資本金を2,210万円に増資
- 2006年9月 auショップ三軒茶屋駅前店を開店。
- 2006年10月 移動体事業として携帯電話販売店舗を新宿、渋谷、田園都市沿線等に10店舗運営受託開始。
- 2006年10月 FC事業として第1号店を開始。続けて2号店を開店。10/1に一般派遣事業免許取得。
- 2007年2月 中古自動車販売業務に伴い古物商許可証を取得。
- 2007年4月 有料職業紹介の免許を取得。
- 2007年5月 江東区大島に不動産仲介店舗を移設、同じく江東区大島に不動産事業部オフィスを開設し不動産管理業を開始。
- 2007年5月 人材派遣部門の規模拡大に伴いアライアンス事業部を休止。
- 2007年7月 『日本ベンチャー協議会 』に承認される。
- 2008年2月 経営革新計画が承認される。
- 2008年3月 株式会社BFTと業務提携し、中央区銀座6-8-7に人材紹介部門のヘッドオフィスを設置。
- 2008年3月 和歌山県海南市のコールセンターを撤退。
- 2008年4月 営業に特化した人材紹介業を本格的に運営開始。
- 2008年4月 不動産事業部の管理物件が500棟を突破。
- 2008年4月 物流代行専用HP「E-messenger」をオープン。
- 2008年4月 コールセンター専用HP「VIX CALL WEB」をオープン。
- 2008年5月 人材派遣、職業紹介、セールスプロモーションを合わせたHP「Career Work」をオープン。
- 2008年6月 グループ会社として株式会社ヴィックスリアルエステートを設立（代表取締役　山本純一）。
- 2008年10月 株式会社ヴィックスリアルエステートに不動産事業を事業譲渡。
- 2008年11月 本社を渋谷区道玄坂2-25-12に移転。
- 2008年11月 関連会社が江東区亀戸に不動産仲介店舗を開店。
- 2009年6月 『懸賞クイズ　格差を取り戻せ!!』がauの公式サイトとしてオープン。
- 2009年8月 グループ会社として株式会社ヴィックスリンクユースを設立。
- 2009年11月 株式会社ヴィックスリンクユースにビジネスソリューション事業を事業譲渡。
- 2010年11月　auショップ桜新町店を開店。
- 2010年11月　グループ会社として介護事業を主とするヴィックスワン株式会社をウォーターワン株式会社との合弁会社として設立。
- 2013年9月　新規事業として携帯周辺機器の卸、販売事業を開始。
- 2013年8月　グループ会社としてIT（SES）事業を主とする株式会社ヴィックスエイジを設立。
- 2015年8月　株式会社ＢＦＴとの業務提携を解消、ヘッドオフィスを撤去。
- 2016年1月　本社を渋谷区道玄坂から品川区西五反田に移転。
- 2017年2月　株式会社アイ・パッション代表取締役浅井慎吾と弊社代表取締役福田浩太郎にて、一般社団法人DOKYOを設立。

- 2017年4月　グループ会社として株式会社ヴィックスゼロを株式会社光通信との合弁会社として運営開始（代表取締役　福田浩太郎）。
- 2018年12月　楽天モバイル竹ノ塚店を開店。
- 2019年9月　楽天モバイル三軒茶屋店を開店。
- 2024年7月　社名を「株式会社PLECTION（プレクション）」に変更。

## 事業内容
- auショップの運営（三軒茶屋駅前店）
- 楽天モバイルの運営（竹ノ塚店・三軒茶屋店・町田店・福岡木の葉モール店・日暮里店・立川店）

## 参加団体
- 東京中小企業経友会事業協同組合
- 東京商工会議所 正会員